# T-pose

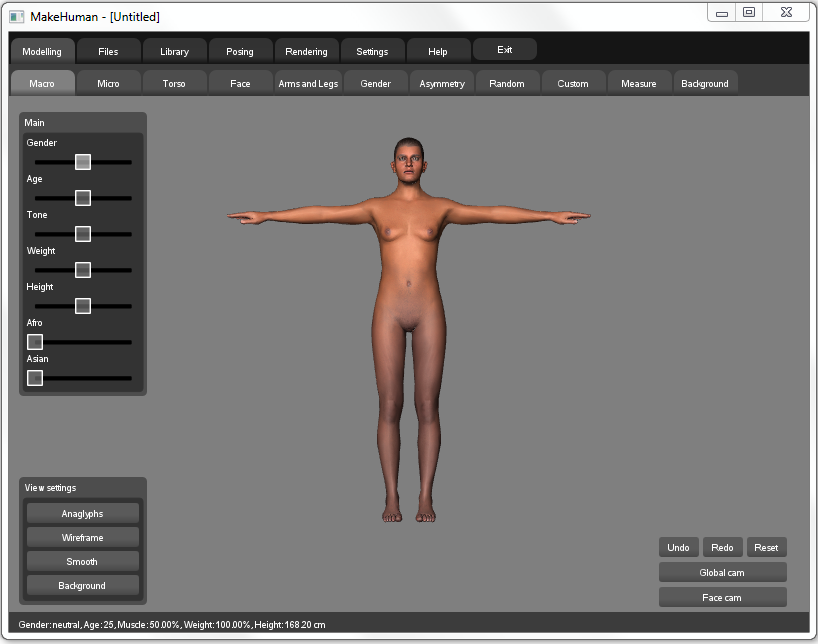
Een model T-poseren in MakeHuman- software.

In computeranimatie is een T-pose, ook wel bind- of referentiehouding genoemd, een standaardhouding voor het skelet van een 3D-model voordat het wordt geanimeerd. Het wordt zo genoemd vanwege zijn vorm: de rechte benen en armen van een mensachtig model vormen samen een hoofdletter T. Wanneer de armen naar beneden gericht zijn, wordt de pose in plaats daarvan soms een A-pose genoemd. Als de armen naar boven gericht zijn, wordt dit een Y-houding genoemd.

## Gebruik
De T-pose wordt voornamelijk gebruikt als de standaardhouding in animatiesoftware, die vervolgens wordt gebruikt om animaties te calibreren en verder af te maken.
Behalve dat het standaard poses zijn in animatiesoftware, worden T-poses meestal gebruikt als tijdelijke aanduidingen voor nog niet voltooide animaties, met name in 3D-geanimeerde videogames. In sommige motion capture- software moet een T-pose worden aangenomen door de acteur in het motion capture-pak voordat motion capture kan beginnen. Er zijn andere poses gebruikt, maar dit is de meest voorkomende.

## Als internetmeme
In 2016 en 2017, is de T-pose een populaire internetmeme geworden vanwege zijn bizarre uiterlijk, vooral in glitches van videogames waar er anders een normale animatie te zien zou zijn.
In een prerelease-video van de game NBA Elite 11 zat de demo vol glitches, en dan met name het feit dat in plaats van de correcte animaties, het spel de T-pose liet zien voor het model van speler Andrew Bynum. De glitch kreeg later bekendheid als de "Jesus Bynum glitch". Uitgever EA heeft de game uiteindelijk geannuleerd omdat ze het onbevredigend vonden. Een soortgelijke gebeurtenis deed zich voor met Cyberpunk 2077.